# Krzysztof Ostrowski (piłkarz)
Krzysztof Ostrowski (ur. 3 maja 1982 we Wrocławiu) – polski piłkarz. Obecnie jest zawodnikiem Orła Prusice. Prowadzi klinikę leczenia uzależnień.

## Życiorys
Ostrowski jest wychowankiem wrocławskiej Pandy. Jeszcze w wieku juniora przeszedł do wrocławskiego Parasola, gdzie okazał się wiodącą postacią zespolów juniorskich (U-15 - U-19). Od rundy wiosennej sezonu 2000/01 reprezentował barwy Inkopaxu. Udane występy zaowocowały przejściem do Śląska Wrocław. W jego barwach zadebiutował 3 sierpnia 2002 w wygranym 4:0 meczu z Ruchem Radzionków. Pierwszą bramkę dla tego zespołu strzelił w rewanżowym meczu tych drużyn, zakończonym wynikiem 1:1 (9 kwietnia 2003). W debiutanckim II-ligowym sezonie zaliczył 29 występów i strzelił 1 gola. Śląsk zajął 15. miejsce w lidze i spadł do niższej klasy rozgrywkowej.
Sezon 2003/04 rozpoczął już jako zawodnik Zagłębia Lubin, w którym zadebiutował 9 sierpnia w wygranym 1:0 spotkaniu z Arką Gdynia. Dla popularnych „miedziowych” Ostrowski zagrał w 10 meczach. Zagłębie zajęło w lidze 2. miejsce i awansowało do Ekstraklasy.
Na kolejne lata wrócił do Śląska. Sezon 2004/05 zakończył się udanie dla Ostrowskiego i drużyny z Wrocławia - po zajęciu 1. miejsca w grupie 3 Śląsk powrócił do II ligi. W sezonie 2005/06 wrocławianie byli o krok od awansu do Ekstraklasy, ale zajęli 4. miejsce w lidze, ustępując w końcowej tabeli mającej tyle samo punktów Jagiellonii Białystok.
Sezon 2007/08 zakończył się awansem klubu z Wrocławia do Ekstraklasy. Ostrowski zagrał w nim w 14 spotkaniach ligowych.
W najwyższej klasie rozgrywkowej zadebiutował 9 sierpnia w meczu z Lechią Gdańsk (1:1). Pierwszą bramkę na tym szczeblu rozgrywek strzelił 23 listopada w wygranym 2:1 meczu z Wisłą Kraków. Udana runda w barwach Śląska pozwoliła mu na kolejny transfer.
W styczniu 2009 podpisał kontrakt z Legią Warszawa. Debiut w barwach nowego zespołu zaliczył 17 marca w meczu Pucharu Polski ze Stalą Sanok (3:1), natomiast pierwsze spotkanie ligowe dla Legii rozegrał 20 marca z Górnikiem Zabrze (0:0). Nie udało mu się przebić do podstawowego składu drużyny. Zagrał w nim tylko w 10 spotkaniach rozgrywek w Polsce (5 w Ekstraklasie, 1 w Pucharze Ekstraklasy i 4 w Pucharze Polski) oraz 2 w eliminacjach do Ligi Europejskiej z gruzińskim Olimpi Rustawi (3:0, 1:0). Jeszcze w rundzie jesiennej został przeniesiony do zespołu Młodej Ekstraklasy.
31 sierpnia 2009 podpisał kontrakt z Widzewem Łódź. Zadebiutował w nim 2 września w meczu z Motorem Lublin (0:0), a pierwszą bramkę strzelił 25 października 2009 w wygranym 7:0 meczu ze Zniczem Pruszków. Z Widzewem awansował do Ekstraklasy, a pierwszy mecz w jego barwach w najwyższej klasie rozgrywek rozegrał 5 listopada z Zagłębiem Lubin (0:1). W przerwie zimowej sezonu 2012/13 po półrocznej przerwie po raz trzeci dołączył do zespołu Śląska Wrocław. Zadebiutował 27 lutego 2013 w meczu 1/4 finału Pucharu Polski, w którym strzelił gola.

## Kariera piłkarska
| Sezon       | Klub            | Kraj   | Rozgrywki            | Mecze | Bramki |
| ----------- | --------------- | ------ | -------------------- | ----- | ------ |
| 2000/01 (j) | Parasol Wrocław | Polska |                      | -     | -      |
| 2000/01 (w) | Inkopax Wrocław | Polska | III liga             | -     | -      |
| 2001/02     | Inkopax Wrocław | Polska | III liga             | -     | -      |
| 2002/03     | Śląsk Wrocław   | Polska | II liga              | 29    | 1      |
| 2003/04     | Zagłębie Lubin  | Polska | II liga              | 10    | 0      |
| 2004/05     | Śląsk Wrocław   | Polska | III liga             | ?     | 4      |
| 2005/06     | Śląsk Wrocław   | Polska | II liga              | 23    | 1      |
| 2006/07     | Śląsk Wrocław   | Polska | II liga              | 10    | 0      |
| 2007/08     | Śląsk Wrocław   | Polska | II liga              | 14    | 0      |
| 2008/09 (j) | Śląsk Wrocław   | Polska | Ekstraklasa          | 16    | 1      |
| 2008/09 (w) | Legia Warszawa  | Polska | Ekstraklasa          | 5     | 0      |
| 2009/10 (j) | Legia Warszawa  | Polska | Ekstraklasa          | 0     | 0      |
| 2009/10     | Widzew Łódź     | Polska | I liga               | 26    | 3      |
| 2010/11     | Widzew Łódź     | Polska | Ekstraklasa          | 13    | 1      |
| 2011/12     | Widzew Łódź     | Polska | T-Mobile Ekstraklasa | 16    | 0      |
| 2013        | Śląsk Wrocław   | Polska | T-Mobile Ekstraklasa | 1     | 1      |